# Хантингтон-Уайтли, Роузи
Ро́узи Э́лис Ха́нтингтон-Уа́йтли (англ. Rosie Alice Huntington-Whiteley; род. 18 апреля 1987, Плимут, Девон, Великобритания) — британская супермодель, известна как одна из «ангелов» «Victoria’s Secret».

## Биография
Родилась в городе Плимут, графство Девон. Её мать, Фиона, работает инструктором по фитнесу, отец, Чарльз Хантингтон-Уайтли — сертифицированный оценщик недвижимости. У Роузи есть младший брат Тоби и младшая сестра Флоренс.
Карьеру модели начала в возрасте 16 лет во время учёбы в колледже Тависток, после отправки анкеты на соискание вакансии специалиста по связям с общественностью в модельное агентство Profile Models в Лондоне. Работодатель предложил Рози модельную карьеру. В 2004 году дебютировала на показе недели высокой моды в Нью-Йорке. В том же году снялась для обложек журналов Elle Girl и Teen Vogue.
В различное время принимала участие в рекламных кампаниях Abercrombie & Fitch, Bloomingdale's, Clinique, DKNY, French Connection, LAMB, Pepe Jeans, Shiatzy Chen, Ralph Lauren, Topshop, Tommy Hilfiger и других.
В 2008 году стала лицом осенне-зимней коллекции компании Burberry. С 2006 года по 2010 год принимала участие в показах коллекций бренда Victoria’s Secret, бывший ангел Victoria’s Secret.
В 2010 году подписала контракт на участие в съёмках продолжения «Трансформеров», так как Меган Фокс уволили из проекта из-за критики режиссёра Майкла Бэя.

## Личная жизнь
С 2010 года Хантингтон-Уайтли начала встречаться с актёром Джейсоном Стейтемом. В 2010—2016 году у них была помолвка. У пары двое детей — сын Джек Оскар Стейтем (род. 24 июня 2017) и дочь Изабелла Джеймс Стейтем (род. 2 февраля 2022). В 2023 году они сообщили, что хотят пожениться

## Фильмография
| Год  |   | Русское название                    | Оригинальное название          | Роль          |
| ---- | - | ----------------------------------- | ------------------------------ | ------------- |
| 2011 | ф | Трансформеры 3: Тёмная сторона Луны | Transformers: Dark of the Moon | Карли Спенсер |
| 2015 | ф | Безумный Макс: Дорога ярости        | Mad Max: Fury Road             | Анкхарат      |

## Награды и номинации
| Год  | Награда                           | Категория                                               | Номинант                            | Результат |
| ---- | --------------------------------- | ------------------------------------------------------- | ----------------------------------- | --------- |
| 2009 | Elle Style Awards                 | Модель года                                             | Роузи Хантингтон-Уайтли             | Победа    |
| 2011 | Glamour Awards                    | Специальная награда редактора                           | Роузи Хантингтон-Уайтли             | Победа    |
| 2011 | Guys Choice                       | Наша новая девушка                                      | Роузи Хантингтон-Уайтли             | Победа    |
| 2011 | CinemaCon Awards                  | Женщина — звезда завтрашнего дня                        | Роузи Хантингтон-Уайтли             | Победа    |
| 2011 | Teen Choice Awards                | Выбор киноактрисы: лето                                 | Трансформеры 3: Тёмная сторона Луны | Номинация |
| 2012 | Golden Raspberry Awards           | Худшая актриса второго плана                            | Трансформеры 3: Тёмная сторона Луны | Номинация |
| 2012 | Golden Raspberry Awards           | Худшая экранная пара (с Шайей Лабаф)                    | Трансформеры 3: Тёмная сторона Луны | Номинация |
| 2012 | Elle Style Awards                 | Икона стиля                                             | Роузи Хантингтон-Уайтли             | Победа    |
| 2014 | Harper’s Bazaar Women of the Year | Модель года                                             | Роузи Хантингтон-Уайтли             | Победа    |
| 2015 | Elle Style Awards                 | Модель года                                             | Роузи Хантингтон-Уайтли             | Победа    |
| 2016 | Harper’s Bazaar Women of the Year | Предприниматель года                                    | Роузи Хантингтон-Уайтли             | Победа    |
| 2016 | Gold Derby Awards                 | Лучший актерский ансамбль (совместно с другими членами) | Безумный Макс: Дорога ярости        | Номинация |